# Morti nel 1996/Luglio
| Questa pagina contiene informazioni ricavate automaticamente dalle voci biografiche con l'ausilio del template Bio e di un bot. L'aggiornamento è periodico e automatico e ricostruisce completamente la pagina. Se manca una persona in questa lista, sei pregato di non aggiungerla, ma accertati piuttosto che la sua voce biografica contenga il template Bio e che i dati anagrafici siano correttamente compilati. Se il template Bio manca, inseriscilo tu stesso o, in alternativa, metti l'avviso {{tmp\|Bio}} che ne segnala la mancanza. Se i dati riportati sono sbagliati, correggi direttamente la voce biografica; le modifiche saranno visibili in questa lista entro pochi giorni. Per chiarimenti vedi il progetto biografie. La lista contiene solo le 114 persone che sono citate nell'enciclopedia e per le quali è stato implementato correttamente il template Bio. Pagina aggiornata al 2 ago 2025. |

- 1º luglio - Giovanna Bosi Maramotti, politica italiana (n. 1924)
- 1º luglio - Margaux Hemingway, attrice e supermodella statunitense (n. 1954)
- 1º luglio - Steve Tesich, sceneggiatore, drammaturgo e scrittore jugoslavo (n. 1942)
- 2 luglio - Silvano Ambrogi, scrittore e sceneggiatore italiano (n. 1929)
- 2 luglio - Natalia Bode, fotografa sovietica (n. 1914)
- 2 luglio - Gerhard Durlacher, scrittore olandese (n. 1928)
- 2 luglio - Ingvar Pettersson, marciatore svedese (n. 1926)
- 2 luglio - Stefano Sibaldi, attore e doppiatore italiano (n. 1905)
- 3 luglio - Krzysztof Beck, sollevatore polacco (n. 1930)
- 3 luglio - Raaj Kumar, attore indiano (n. 1926)
- 4 luglio - Pierre Jaccoud, avvocato svizzero (n. 1905)
- 4 luglio - Mario Picchi, scrittore, traduttore e critico letterario italiano (n. 1927)
- 5 luglio - Franco Antonio Fanucchi, politico italiano (n. 1942)
- 6 luglio - Armando Calvo, attore spagnolo (n. 1919)
- 6 luglio - Sebastiano D'Immè, carabiniere italiano (n. 1965)
- 7 luglio - Kutlu Adalı, poeta e giornalista cipriota (n. 1935)
- 7 luglio - Demetrio Mauro, imprenditore italiano (n. 1905)
- 7 luglio - Guido Quazza, storico italiano (n. 1922)
- 7 luglio - Friedrich von Stülpnagel, velocista tedesco (n. 1913)
- 8 luglio - Alberto Leopoldo di Baviera, principe tedesco (n. 1905)
- 8 luglio - Paolo Biscaretti di Ruffia, costituzionalista italiano (n. 1912)
- 8 luglio - Mario Camorani, compositore di scacchi italiano (n. 1912)
- 8 luglio - Adelheid Duvanel, scrittrice e pittrice svizzera (n. 1936)
- 8 luglio - Eugenio Moresco, scrittore italiano (n. 1917)
- 8 luglio - Luis Manuel Rodríguez, pugile cubano (n. 1937)
- 9 luglio - Melvin Belli, avvocato, saggista e attore statunitense (n. 1907)
- 9 luglio - Sergej Kurëchin, compositore, musicista e attore cinematografico sovietico (n. 1954)
- 10 luglio - Antonio Annaloro, tenore italiano (n. 1920)
- 10 luglio - Eno Raud, scrittore estone (n. 1928)
- 10 luglio - Edilio Rusconi, editore, giornalista e scrittore italiano (n. 1916)
- 11 luglio - Willie Kelly, calciatore scozzese (n. 1922)
- 11 luglio - Ružica Meglaj, cestista jugoslava (n. 1941)
- 12 luglio - Tommaso Demaria, teologo e filosofo italiano (n. 1908)
- 12 luglio - Gottfried von Einem, musicista e compositore austriaco (n. 1918)
- 12 luglio - Fernando Ferrara, anglista, critico letterario e saggista italiano
- 12 luglio - Jonathan Melvoin, musicista statunitense (n. 1961)
- 12 luglio - Primiano Muratori, tecnico del suono italiano (n. 1925)
- 12 luglio - Elio Romano, pittore italiano (n. 1909)
- 12 luglio - Collin Wilcox, scrittore statunitense (n. 1924)
- 13 luglio - Pandro S. Berman, produttore cinematografico statunitense (n. 1905)
- 13 luglio - Gian Carlo Oli, lessicografo e linguista italiano (n. 1934)
- 13 luglio - Karen Simensen, pattinatrice artistica su ghiaccio norvegese (n. 1907)
- 14 luglio - Kenneth Bainbridge, fisico statunitense (n. 1904)
- 14 luglio - Jeff Krosnoff, pilota automobilistico statunitense (n. 1964)
- 14 luglio - Karl Paryla, attore e regista austriaco (n. 1905)
- 14 luglio - Katherine Kressmann Taylor, scrittrice statunitense (n. 1903)
- 14 luglio - Mauro Wolf, semiologo e sociologo italiano (n. 1947)
- 15 luglio - Dana Hill, doppiatrice e attrice statunitense (n. 1964)
- 16 luglio - Silvano Grassi, calciatore e allenatore di calcio italiano (n. 1919)
- 16 luglio - Alfio Rosario Natale, storico, archivista e paleografo italiano (n. 1912)
- 16 luglio - Adolf von Thadden, politico tedesco (n. 1921)
- 17 luglio - Chas Chandler, musicista e produttore discografico britannico (n. 1938)
- 17 luglio - Marcel Dadi, chitarrista francese (n. 1951)
- 17 luglio - Bratko Kreft, scrittore sloveno (n. 1905)
- 17 luglio - Karl Mocker, politico tedesco (n. 1905)
- 17 luglio - Paul Touvier, militare francese (n. 1915)
- 18 luglio - Donny the Punk, attivista statunitense (n. 1946)
- 18 luglio - Pasquale Franco, politico italiano (n. 1912)
- 18 luglio - José Manuel Fuente, ciclista su strada e dirigente sportivo spagnolo (n. 1945)
- 18 luglio - Billy Wilkinson, calciatore inglese (n. 1943)
- 18 luglio - Cristiano Luigi di Meclemburgo-Schwerin, nobile tedesco (n. 1912)
- 19 luglio - Arne Engström, medico, fisico e docente svedese (n. 1920)
- 19 luglio - Bud Foster, cestista e allenatore di pallacanestro statunitense (n. 1906)
- 20 luglio - Walter Alini, politico e sindacalista italiano (n. 1923)
- 20 luglio - Anna Chandy, giudice indiana (n. 1905)
- 20 luglio - František Plánička, calciatore cecoslovacco (n. 1904)
- 20 luglio - Randy Stuart, attrice statunitense (n. 1924)
- 21 luglio - Luana Anders, attrice e sceneggiatrice statunitense (n. 1938)
- 21 luglio - Herb Edelman, attore statunitense (n. 1933)
- 21 luglio - Inger Jacobsen, cantante norvegese (n. 1923)
- 21 luglio - Lino Vitale, politico italiano (n. 1921)
- 22 luglio - Renato Bresciani, presbitero e missionario italiano (n. 1914)
- 22 luglio - Bruno Frattegiani, arcivescovo cattolico italiano (n. 1914)
- 22 luglio - Jessica Mitford, scrittrice, giornalista e attivista britannica (n. 1917)
- 22 luglio - Giovanni Battista Marini Bettolo Marconi, chimico italiano (n. 1915)
- 22 luglio - John Panozzo, batterista e compositore statunitense (n. 1948)
- 23 luglio - Herb Abrams, annunciatore televisivo e dirigente d'azienda statunitense (n. 1955)
- 23 luglio - Hamilton Fish IV, politico statunitense (n. 1926)
- 23 luglio - Otto Hofmann, pittore tedesco (n. 1907)
- 23 luglio - Jean Howell, attrice statunitense (n. 1927)
- 23 luglio - Jerry Kelly, cestista statunitense (n. 1918)
- 23 luglio - Jean Muir, attrice statunitense (n. 1911)
- 23 luglio - Partenio III di Alessandria, vescovo ortodosso egiziano (n. 1919)
- 23 luglio - Alikī Vougiouklakī, attrice greca (n. 1934)
- 24 luglio - Elda Bossi, scrittrice, poetessa e traduttrice italiana (n. 1901)
- 24 luglio - Virginia Christine, attrice statunitense (n. 1920)
- 24 luglio - E. Lloyd Du Brul, anatomista statunitense (n. 1909)
- 24 luglio - Nacho Martínez, attore spagnolo (n. 1952)
- 24 luglio - Rodolfo Tambroni Armaroli, politico italiano (n. 1927)
- 24 luglio - Jock Wallace, allenatore di calcio e calciatore britannico (n. 1935)
- 25 luglio - Roberta Breda, politica italiana (n. 1952)
- 25 luglio - Remo Brindisi, pittore italiano (n. 1918)
- 25 luglio - Howard Vernon, attore svizzero (n. 1908)
- 26 luglio - Horacio Esteves, velocista venezuelano (n. 1941)
- 26 luglio - Heriberto Herrera, calciatore e allenatore di calcio paraguaiano (n. 1926)
- 26 luglio - Christophe Taeron, ciclista su strada francese (n. 1919)
- 27 luglio - Jane Drew, architetta britannica (n. 1911)
- 27 luglio - Jordan Filipov, calciatore bulgaro (n. 1946)
- 27 luglio - Johann Hofstätter, calciatore austriaco (n. 1913)
- 27 luglio - Max Winter, imprenditore e dirigente sportivo austriaco (n. 1904)
- 27 luglio - Antal Zirczy, schermidore ungherese (n. 1898)
- 28 luglio - Gaio Chiocchio, compositore e cantautore italiano (n. 1954)
- 28 luglio - Jaroslav Vejvoda, allenatore di calcio e calciatore cecoslovacco (n. 1920)
- 29 luglio - Aruna Asaf Ali, educatrice, editrice e attivista indiana (n. 1909)
- 29 luglio - Laddie Gale, cestista e allenatore di pallacanestro statunitense (n. 1917)
- 29 luglio - Lorenzo Mazzoleni, alpinista italiano (n. 1966)
- 29 luglio - Chick Reiser, cestista e allenatore di pallacanestro statunitense (n. 1914)
- 29 luglio - Marcel Schützenberger, matematico francese (n. 1920)
- 29 luglio - Rosario Scipio, scrittore e poeta italiano (n. 1910)
- 30 luglio - George Aghedo, percussionista e cantante nigeriano (n. 1940)
- 30 luglio - Claudette Colbert, attrice francese (n. 1903)
- 30 luglio - Magda Schneider, attrice e soubrette tedesca (n. 1909)
- 30 luglio - Constantin Teașcă, allenatore di calcio e calciatore rumeno (n. 1922)
- 31 luglio - Luigi Armando Olivero, poeta e giornalista italiano (n. 1909)